# Eloria turbida
Eloria turbida är en fjärilsart som beskrevs av Walker 1856. Eloria turbida ingår i släktet Eloria och familjen tofsspinnare. Inga underarter finns listade i Catalogue of Life.